# 上布莱西
上布莱西（法語：Blaisy-Haut，法語發音：[blɛzi o]）是法国科多尔省的一个市镇，位于该省中部，与下布莱西相邻，属于第戎区。

## 地理
上布莱西（47°21'42"N, 4°45'39"E）面积8.31 平方千米，位于法国勃艮第-弗朗什-孔泰大區科多尔省，该省份为法国中东部省份，北起奥布省，西接涅夫勒省和约讷省，南至索恩-卢瓦尔省，东南接汝拉省，东临上索恩省，东北部与上马恩省接壤。
与上布莱西接壤的市镇（或旧市镇、城区）包括：特鲁欧、萨维尼苏马兰、博尔姆拉罗什、下布莱西、庞日。

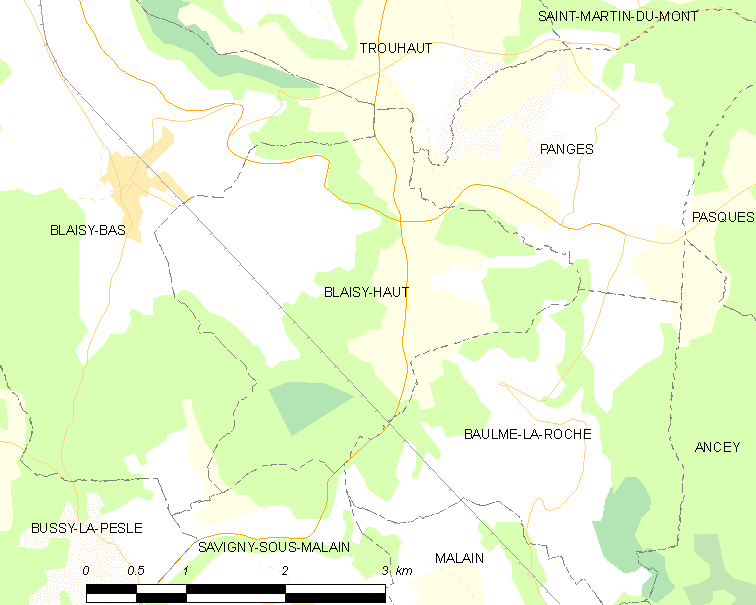
上布莱西的OSM定位图

上布莱西的时区为UTC+01:00、UTC+02:00（夏令时）。

## 行政
上布莱西的邮政编码为21540，INSEE市镇编码为21081。

## 政治
上布莱西所属的省级选区为塔朗县。

## 人口

1962-2008年间上布莱西人口变化图示

上布莱西于2022年1月1日时的人口数量为125人。